# Exocarpos pullei
Exocarpos pullei är en sandelträdsväxtart som beskrevs av Pilger. Exocarpos pullei ingår i släktet Exocarpos och familjen sandelträdsväxter. Inga underarter finns listade i Catalogue of Life.